# Qinglang (socken)
Qinglang (kinesiska: 青朗, 青朗侗族苗族乡) är en socken i Kina. Den ligger i provinsen Hunan, i den södra delen av landet, omkring 360 kilometer sydväst om provinshuvudstaden Changsha. Antalet invånare är 8718. Befolkningen består av 4 153 kvinnor och 4 565 män. Barn under 15 år utgör 20,0 %, vuxna 15-64 år 69 %, och äldre över 65 år 9,0 %.
Genomsnittlig årsnederbörd är 1 744 millimeter. Den regnigaste månaden är maj, med i genomsnitt 268 mm nederbörd, och den torraste är december, med 63 mm nederbörd.